# Diocèse de Funchal
Le diocèse de Funchal (en latin :  Dioecesis Funchalensis) ) est une circonscription de l'Église catholique du Portugal, suffragant du patriarcat de Lisbonne. Son siège est la cathédrale Notre-Dame-de-l'Assomption de Funchal.

## Histoire
Il est érigé le 12 juin 1514 par démembrement du diocèse du Maroc ((la) dioecesis Maroquensis) par le pape Léon X. 
L'évêque de Funchal avait juridiction sur toute la zone occupée par les Portugais dans l'Atlantique et l'océan Indien. Ainsi, le diocèse comprenait tous les territoires découverts ou à découvrir par les Portugais. Sa juridiction s'étendait sur tout territoire de l'Afrique occidentale et orientale, le Brésil et l'Asie. Pour cette raison, son premier évêque, D. Diogo Pinheiro, a utilisé le titre de primat.
Le 31 janvier 1533, le diocèse est élevé au rang archiépiscopal. Pendant vingt-deux ans, il est géographiquement, la plus grande province ecclésiastique métropolitaine du monde, ayant pour diocèses suffragants : les Açores (diocèse d'Angra), le Cap-Vert (diocèse de Santiago du Cap-Vert), le Brésil (diocèse de São Salvador da Bahia), l'Afrique (diocèse de Tomé) et Goa. Le premier (et unique) archevêque était D. Martinho du Portugal, également titulaire du titre de primat.
En 1763, il est démembré pour la création de la préfecture apostolique du Sénégal.
Le 22 janvier 1842, il est démembré pour la création de la préfecture apostolique des deux Guinées et Sénégambie.

## Les évêques de Funchal
- Diogo Pinheiro (1514-1526)
- Martinho de Portugal (1533-1547)
- Gaspar de Casal (1551-1556)

- António III José Cavaco Carrilho (2007-2019)
- Nuno Brás da Silva Martins (depuis 2019)